# Левобережный Карасу
Левобере́жный Карасу́ (узб. Chapqirg‘oq Qorasuv kanali/Чапқирғоқ Қорасув канали) — канал в Ташкентской области, левый отвод реки Чирчик. Является одним из древнейших каналов региона и играет важное значение в ирригации, питая крупные отводы (Хандам, Ташкентский канал) и орошая 165 тысяч гектаров земель на территории области.
Канал Левобережный Карасу проведён по руслу естественного рукава реки Чирчик, может рассматриваться как его протока. 

## Гидрологическая характеристика
Левобережный Карасу берёт начало на Верхнечирчикском гидроузле (ранее — Троицкой плотине), расположенном на реке Чирчик у южной границы одноимённого города. Регулирование водозабора осуществляется в автоматизированном режиме посредством плотины с 10 затворами. В источниках приводятся различные данные о пропускной способности его головного сооружения: 180 и 160 м³/с.

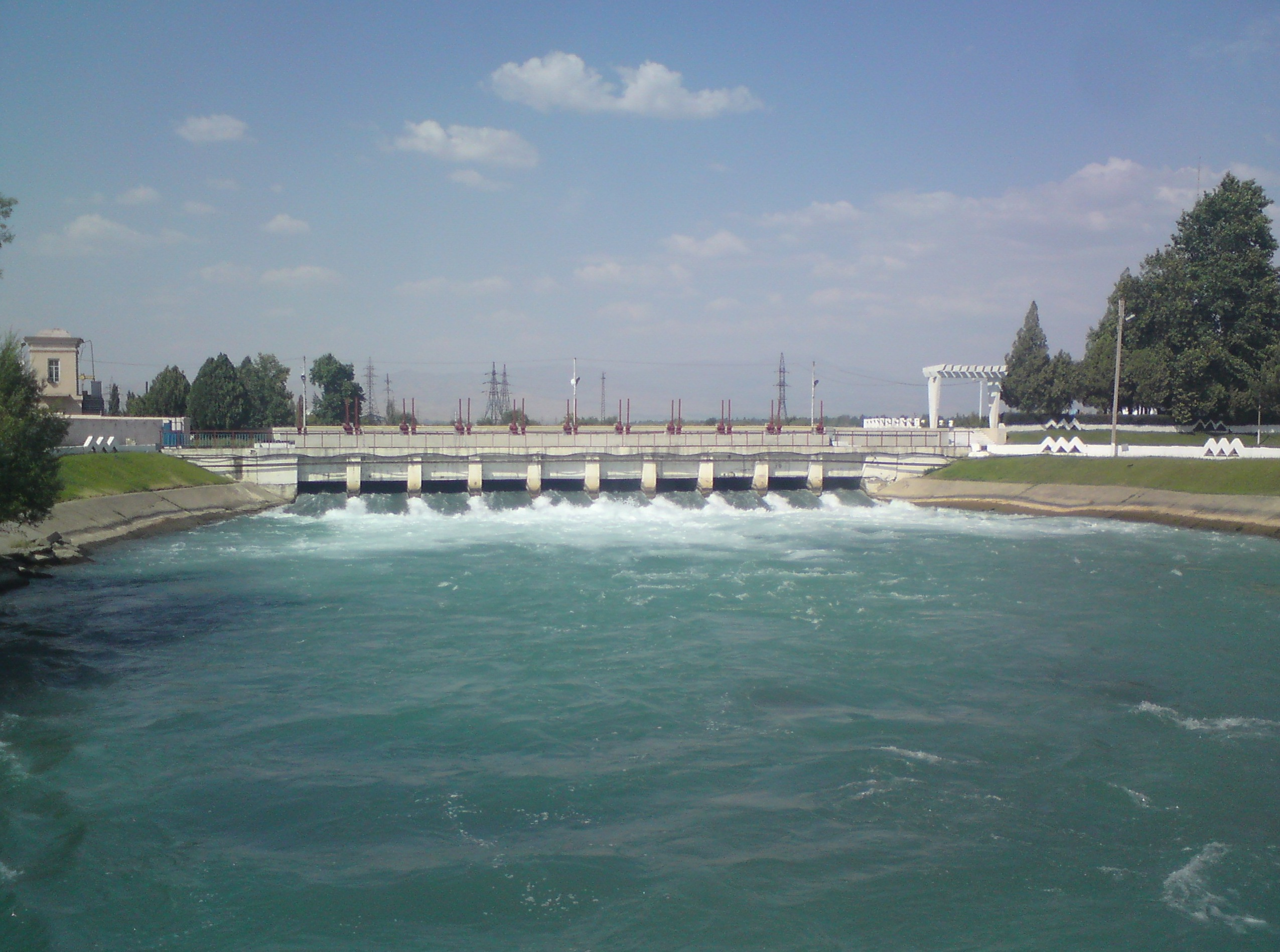
Плотина Карасу на Верхнечирчикском гидроузле

На всём протяжении Карасу сохраняет общее юго-восточное направление течения. Слева в него впадает множество саев, среди которых наиболее крупными являются Юзуруксай, Паркентсай, Самсарексай, Кызылсай. Справа в реку не впадает ни одного притока.
На гидроузле Шамалак впадает в реку Ахангаран.

## Хозяйственное использование
Левобережный Карасу является одним из важнейших ирригационных каналов Ташкентской области. Его водами орошаются 165 тыс. га земель в
Юкарычирчикском, Уртачирчикском и Аккурганском туманах.
В XX веке на Левобережном Карасу был построен ряд плотинных водозаборных сооружений. Первым сооружением подобного типа стала Найманская плотина на 59-м километре течения, возведённая в 1926 году. От Найманской плотины берут начало каналы Алгабас, коллекторы РК-7 и РК-71. В 1930—1932 годах велось строительство Хантуганского водозаборного сооружения. В состав гидротехнического сооружения входит плотина и водораспределитель между каналом Маргуненкова, коллекторами РК-8 и РК-9. В 1960—1970-е годы были построены ещё 4 водозаборных узла, расположенные на 3-м, 13-м, 36-м и 56-м километрах трассы канала.
В верхнем течении от Карасу отходит крупный отвод Хандам, на 36-м километре — Ташкентский канал имени И. А. Палванова.